# 藤沢由満
藤澤 由満（ふじさわ よしみつ、1957年8月17日 - ）は、岩手県盛岡市出身の漫画家。男性。1981年にデビュー。

## 作品リスト

### 漫画
- ビラコチャの首（原作：東史朗、少年画報社『ヤングコミック』1981年）
- BULLET〈銃弾〉（原作：茜胡笳、リイド社『リイドコミック』1981年）
- スーパー・バイオレンス 闇よ眠れ（日本文芸社『週刊漫画ゴラク』1983年2月18日号）
- 野獣の掟（竹書房『別冊近代麻雀』2・20増刊号 狙撃’85 特集 男たちの抗争 1985年2月21日）
- 宝島（バンダイ『SD CLUB』1990年7号 - 13号）
- 紺碧の海 VOL.1 藻屑（『月刊釣り王コミック』2000年3月号）
- 賤ケ岳の戦い〜奮戦 加藤清正〜（リイド社『コミック乱ツインズ増刊 戦国武将列伝』2004年2月号）
- 長篠の戦い〜実録 合戦絵巻〜（リイド社『コミック乱ツインズ増刊 戦国武将列伝』2004年11月号）
- 後藤又兵衛〜豪将 大阪の陣に散る〜（リイド社『コミック乱ツインズ増刊 戦国武将列伝』2005年2月号）
- 奮戦 関ヶ原〜勇将 後藤又兵衛〜（リイド社『コミック乱ツインズ増刊 戦国武将列伝』2005年8月号）

### イラスト・挿絵
- チャンバラ映画ヒーロー列伝（大都社『漫画ボン』増刊『妖剣』VOL.2 - VOL.4 2001年10月18日・12月17日・2002年2月18日発行） 文:西脇英夫
- もうひとつの津山30人殺し！模倣犯の恐怖 安芸の8人殺傷事件（ミリオン出版『漫画実話ナックルズ』VOL.11 2004年1月31日） 文:蜂巣敦
- 総力特集 これが本当の病院の裏側だ！（扉絵、ミリオン出版『漫画実話ナックルズ』2004年11月号 2004年11月1日）
- 裏社会都市伝説 血と骨の話（扉絵、ミリオン出版『漫画実話ナックルズ増刊』VOL.1 2004年12月5日）
- 特集 警察の正体（扉絵、ミリオン出版『漫画実話ナックルズ』2005年2月号 2005年2月1日）
- 特集 裏死体処理ビジネス！（扉絵、ミリオン出版『漫画実話ナックルズ』2006年3月号 2006年3月1日）
- 戦国小説シリーズ（リイド社『コミック乱ツインズ増刊 戦国武将列伝』2006年4月号から2009年12月号、全21回） 文:牧秀彦

### 受賞
- 野獣の掟 - 1985年第1回コミックフロンティア ハードアクション部門

## 師匠
- ふくしま政美

## 関連人物
- 永井豪 - ダイナミックプロでアシスタント経験がある。
- 松森正 - アシスタント経験がある。
- 山本おさむ - アシスタント経験がある。